# Marija Petkova
Marija Dimitrova Vergova-Petkova (bolgarsko Мария Димитрова Вергова-Петкова), bolgarska atletinja, * 3. november 1950, Plovdiv, Bolgarija.
Nastopila je na poletnih olimpijskih igrah v letih 1976 in 1980, obakrat je osvojila srebrno medaljo v metu diska. Na svetovnih prvenstvih je osvojila bronasto medaljo leta 1983, na evropskih prvenstvih pa srebrno medaljo leta 1982. 15. julija 1980  je postavila svetovni rekord v metu diska z 71,80 m, veljal je skoraj tri leta.